# SummerSlam (2025)
SummerSlam 2025, también promocionado como SummerSlam: New Jersey, fue el 38.º evento anual de pago por evento (PPV) y transmisión en vivo de lucha libre profesional de SummerSlam producido por WWE. Se realizó para luchadores de las marcas Raw y SmackDown. Tuvo lugar el 2 y 3 de agosto del 2025 en el MetLife Stadium de East Rutherford, Nueva Jersey.
Fue la primera edición de SummerSlam que se llevó a cabo en dos noches, similar a los últimos WrestleMania que tienen este formato.

## Producción
SummerSlam es un evento anual de lucha libre profesional celebrado tradicionalmente en agosto por WWE desde 1988. Apodado como «la fiesta más caliente del verano», es uno de los cinco eventos más importantes del año de la promoción, junto con WrestleMania, Royal Rumble, Money in the Bank  y Survivor Series, conocidos como los «cinco grandes». De los cinco grandes, se considera el segundo mayor evento del año de WWE, por detrás de WrestleMania.

## Antecedentes
En la segunda noche de WrestleMania 41, John Cena derrotó a Cody Rhodes y ganó el Campeonato Indiscutido de WWE. Tras esto, Cena defendió el título contra Randy Orton en Backlash y luego contra R-Truth en una lucha no titular en Saturday Night's Main Event. Por su parte, Rhodes regresaría en ese mismo evento para ayudar a Jey Uso, quien enfrentaba a Logan Paul, que defendía el Campeonato Mundial de Peso Pesado, tras una interferencia de Cena. Posteriormente, en Money in the Bank, Rhodes y Uso se enfrentaron a Cena y Paul, logrando la victoria. Después, cada uno tomaría caminos distintos de cara a Night of Champions: Rhodes ganó el torneo King of the Ring, obteniendo así una oportunidad titular por el campeonato de su marca en SummerSlam, tras vencer a Orton, mientras que Cena defendió exitosamente el Campeonato Indiscutido de WWE ante CM Punk en una lucha llena de interferencias. En el SmackDown del 4 de julio (grabado el 30 de junio), se oficializó la lucha entre Cena y Rhodes para SummerSlam. La semana siguiente se llevó a cabo la firma de contrato para la lucha; no obstante, Cena negó su participación en el evento, cancelando el combate. Sin embargo, Rhodes lo atacó y lo obligó a firmar, revelando que su enfrentamiento será una Street Fight. En el SmackDown del 1 de agosto, Cena tuvo un careo con Rhodes, le agradeció por el combate que tendrán, realizó un face turn y celebró con una cerveza junto a Rhodes.
En el SmackDown del 3 de enero, Tiffany Stratton ganó el Campeonato Femenino de WWE tras canjear su contrato Money in the Bank ante Nia Jax. Posteriormente, tuvo defensas exitosas ante Charlotte Flair en WrestleMania 41, Jax en SmackDown y Trish Stratus en Evolution. En Night of Champions, Jade Cargill derrotó a Asuka y ganó el torneo Queen of the Ring, obteniendo así una lucha titular por el campeonato de su marca, o sea, por el título de Stratton en SummerSlam.
En 2020, Randy Orton y Drew McIntyre protagonizaron una intensa rivalidad por el Campeonato de WWE. Sin embargo, 2025 no ha sido un buen año para ninguno. En WrestleMania 41, McIntyre derrotó a Damian Priest en una Sin City Street Fight, pero un mes después fue vencido y quedó fuera de acción temporalmente. Orton, por su parte, vio cancelado su combate contra Kevin Owens en WrestleMania, enfrentando y venciendo a Joe Hendry como reemplazo. Luego perdió ante John Cena en una lucha titular en Backlash y se tomó un descanso hasta Night of Champions, donde fue derrotado por Cody Rhodes en la final del torneo King of the Ring. El 4 de julio en SmackDown, McIntyre regresó y se burló de Orton por no haber atacado a Rhodes, diciendo que su leyenda estaba muerta. Orton respondió con un RKO. La semana siguiente, el cantante Jelly Roll interpretaba su tema “Liar” cuando fue interrumpido por Logan Paul, quien lo acusó de ser un forastero en WWE. Orton salió a defenderlo, pero fue atacado por McIntyre con una Claymore Kick. Paul continuó el ataque hasta que Roll intervino. En Saturday Night's Main Event, Orton, acompañado por Roll, venció a McIntyre apoyado por Paul. Tras la lucha, Paul atacó a Orton y McIntyre golpeó a Roll con otra Claymore. Luego, Roll propuso que McIntyre y Paul se enfrentaran, y Orton sugirió que fuera en SummerSlam. Posteriormente, se confirmó que Roll y Orton se enfrentarían a McIntyre y Paul en un combate por equipos en dicho evento.El 17 de julio, Orton y Rollins fueron entrevistados en Jimmy Kimmel Live!, no obstante, la entrevista fue interrumpida por McIntyre y Paul, quienes los atacaron.
En el Raw del 9 de junio, Gunther derrotó a Jey Uso y ganó el Campeonato Mundial de Peso Pesado. Tras ello, defendería con éxito su título ante Goldberg en el Saturday Night's Main Event del 12 de julio. En el Raw del 14 de julio, se realizó un Gauntlet Match entre Bron Breakker, CM Punk, Jey Uso, LA Knight y Penta donde el ganador retaría a Gunther en SummerSlam, el cual se destacó el regreso de Roman Reigns. Finalmente, Punk resultó ganador del combate y fue confirmado esa misma noche como el rival de Gunther por el título en SummerSlam.
El 13 de julio en Evolution, Naomi ganó el Campeonato Mundial Femenino al vencer a Iyo Sky, luego de canjear su contrato Money in the Bank mientras la entonces campeona se enfrentaba a Rhea Ripley; como consecuencia, Naomi fue transferida a Raw. Al siguiente día en Raw, tanto Sky como Ripley interrumpieron a Naomi en medio de su celebración, buscando una revancha por el título. Tras ello, el gerente general de la marca, Adam Pearce, anunció que Naomi defendería el campeonato contra Sky y Ripley en una lucha de triple amenaza en SummerSlam.
El 7 de junio en Money in the Bank, Becky Lynch ganó el Campeonato Intercontinental Femenino tras vencer a  Lyra Valkyria en una lucha de última oportunidad. La rivalidad de ambas continuaría durante las siguientes semanas, en las que Lynch defendió con éxito el título contra Bayley en Raw por descalificación y una lucha de triple amenaza nuevamente con Bayley y la propia Valkyria en Evolution. En el Raw posterior a Evolution, se programó una lucha entre Bayley y Valkyria, en la que la ganadora obtendría otra lucha por el título contra Lynch en SummerSlam, siendo Valkyria la ganadora y confirmada como la retadora de Lynch en dicho evento. Las semanas siguientes se determinó que la lucha sería un No Disqualification No Count-Out Match, en el cual si Valkyria pierde, no podrá volver a retar a Lynch por el título mientras sea campeona.
En el Raw post WrestleMania, Liv Morgan & Raquel Rodríguez recuperaron el Campeonato Femenino de Parejas de WWE al derrotar a Lyra Valkyria & Becky Lynch. Posteriormente, en el Raw del 16 de junio, Morgan sufrió una dislocación legítima del hombro durante una lucha contra Kairi Sane, dejando a Morgan fuera de acción durante varios meses. En el Raw del 30 de junio, los miembros de The Judgment Day, propusieron al gerente general de Raw, Adam Pearce, y al gerente general de SmackDown, Nick Aldis, que Roxanne Perez reemplazara a Morgan para que ella y Rodríguez pudieran defender el título, lo cual aceptaron con la condición de que defiendan el campeonato en Evolution; logrando esto último y reteniendo el título. Tras fallar en capturar el Campeonato Femenino de WWE en WrestleMania 41, Charlotte Flair fue abordada por su ex rival Alexa Bliss, quien sugirió que ambas formaran un equipo, donde Flair se negó varias veces hasta que finalmente aceptó. En Evolution, Bliss y Flair formaron parte de la lucha fatal por equipos de cuatro esquinas por el Campeonato Femenino de Parejas, donde las campeonas Rodríguez y Perez retuvieron el título. En el SmackDown del 18 de julio, Flair anunció que tras hablar con el gerente general de Raw, Pearce, quien reemplazaba al gerente general de SmackDown, Aldis por esa noche, ella y Bliss se enfrentarían a Rodríguez y Perez por el título en SummerSlam.
En Night of Champions, Solo Sikoa derrotó a Jacob Fatu y ganó Campeonato de los Estados Unidos después de la interferencia de JC Mateo, un Tonga Loa que regresaba y un Tala Tonga que debutaba. En el SmackDown del 4 de julio, Fatu y Jimmy Uso derrotaron a Mateo y Sikoa en una lucha por equipos, con Fatu cubriendo a Sikoa. Después de la lucha, Fatu continuó atacando a Sikoa, sin embargo, Fatu fue superado en número por el grupo de Sikoa, quienes atacaron a Fatu y lo hicieron pasar por la mesa de locutores. En Saturday Night's Main Event, Sikoa logra retener el título tras vencer a Uso con interferencia de Loa, Tonga y Mateo; posterior a la lucha continuaron atacando a Uso, no obstante, fueron detenidos por Fatu. Dos semanas después, en el SmackDown del 18 de julio, Fatu fue detenido por la policía después de una presunta participación en un accidente automovilístico que involucró al grupo de Sikoa, sin embargo, más tarde esa noche, Fatu regresó y junto a Uso atacaron al grupo de Sikoa. Tras el altercado, el gerente general de Raw, Adam Pearce, quien reemplazaba al gerente general de SmackDown, Nick Aldis por esa noche, anunció que Sikoa defendería el campeonato contra Fatu en una Steel Cage Match en SummerSlam.
En Royal Rumble, AJ Styles regresó en el Men's Royal Rumble Match. Posteriormente fue transferido a Raw, donde tuvo rivalidades con Bron Breakker, quien era el Campeonato Intercontinental, así como con The Judgment Day, Karrion Kross y Logan Paul. Por su parte, los miembros de The Judgment Day (Finn Bálor y Dominik Mysterio) tuvieron breves encuentros con Styles, pero su enfoque principal era Breakker y su campeonato. Esto llevó a una lucha en WrestleMania 41, donde Mysterio ganó el Campeonato Intercontinental en una lucha fatal de cuatro esquinas contra Breakker, Bálor y Penta. Styles, por su parte, perdió su combate contra Paul. Posteriormente, Mysterio defendió su título ante Penta en Backlash y contra Octagón Jr en Money in the Bank. Tras su derrota en WrestleMania 41, Styles apareció en el episodio de Raw del 28 de abril, donde tuvo una conversación con Nick Aldis, el Gerente General de SmackDown, quien esa noche reemplazaba al Gerente General de Raw, Adam Pearce. Durante el segmento, Mysterio interrumpió para provocar a Styles, encendiendo la tensión entre ambos. Una semana después, Styles confrontó a Mysterio y declaró su intención de ir tras su campeonato. En el Raw del 12 de mayo, Styles se enfrentó a Bálor y logró la victoria, gracias a la intervención de Penta, quien apoyó a Styles, y The Judgment Day (Carlito y JD McDonagh), por parte de Bálor. En la siguiente edición de Raw, Bálor y McDonagh se vengaron, derrotando a Styles y Penta, luego de que El Grande Americano interfiriera a favor de The Judgment Day. La rivalidad se reavivó el 16 de junio, cuando Styles venció a McDonagh. Tras la lucha, Mysterio atacó a Styles, pero este logró imponerse. Sin embargo, Bálor acudió en ayuda de Dominik, provocando que Styles se retirara llevándose el título de Mysterio. Más tarde esa noche, Styles devolvió el título a Aldis. Como resultado de los acontecimientos, Aldis anunció oficialmente que Styles enfrentaría a Mysterio por el Campeonato Intercontinental en Night of Champions. No obstante, el 23 de junio la lucha se cancelo por una lesión de Mysterio, postergándola para un futuro. Durante las semanas siguientes, Mysterio continuó evitando enfrentarse a Styles, alegando que no estaba médicamente autorizado para competir. Sin embargo, en el episodio del 14 de julio de Raw, Adam Pearce anunció que en el siguiente programa, Mysterio sería revaluado por el equipo médico, y que, si recibía el alta, debería defender el Campeonato Intercontinental ante Styles en SummerSlam. En el episodio siguiente, Mysterio evitó constantemente la revaluación médica. No obstante, Pearce advirtió que si no se presentaba para ser evaluado, sería despojado del título. Más tarde esa noche, Mysterio atacó a Styles y luego anunció que había sido autorizado médicamente, confirmando que defendería el campeonato contra Styles en SummerSlam.
En el evento principal de la Noche 1 de WrestleMania 41, se pactó una lucha entre Roman Reigns, CM Punk y Seth Rollins. Previo al combate, Punk solicitó que su exmánager, Paul Heyman, quien en ese momento se desempeñaba como el "Wiseman" de Reigns, lo acompañara al ring, cobrando el favor que este le debía por haber ayudado a Reigns en WarGames Match en Survivor Series: WarGames en noviembre de 2024. Sin embargo, durante el combate, Heyman traicionó tanto a Reigns como a Punk, se alineó con Seth Rollins y lo ayudó a llevarse la victoria. En el siguiente episodio de Raw, Bron Breakker se unió a la alianza de Rollins y atacó brutalmente a Reigns, quien, tras el ataque, se tomó un descanso de varios meses. Durante su ausencia, Bronson Reed también se unió a la facción liderada por Rollins. No obstante, el 12 de julio, durante el Saturday Night's Main Event, Rollins sufrió una lesión en la rodilla. En el episodio del 14 de julio de Raw, Breakker y Reed atacaron a Punk y al primo de Reigns, Jey Uso, después de un Gauntlet Match que determinó al retador de Gunther por el  Campeonato Mundial de Peso Pesado en SummerSlam. Sin embargo, Reigns regresó, interrumpió el ataque y golpeó a Breakker y Reed. La semana siguiente, Reigns confrontó a Heyman por su traición en WrestleMania, pero fue nuevamente atacado por Breakker y Reed. En esa ocasión, Uso apareció para ayudar a su primo. El 22 de julio, Reigns publicó un mensaje en video a través de X, proponiendo una lucha por equipos en SummerSlam: él y Uso contra Breakker y Reed. Poco después, Uso aceptó la propuesta y el combate fue oficialmente confirmado.
Desde principios de 2025, Karrion Kross comenzó a jugar juegos mentales con Sami Zayn, acusándolo de ser un mentiroso y de ocultar su verdadero carácter, aludiendo a su pasado como heel. Esta tensión entre ambos se fue gestando desde enero, cuando protagonizaron varios enfrentamientos tras bastidores. Kross intentó convencer a Zayn de abrazar su lado oscuro, burlándose de sus repetidos fracasos en la búsqueda del Campeonato Mundial. La tensión creció hasta Night of Champions, donde Zayn finalmente lo derrotó en un combate oficializado por el gerente general de Raw, Adam Pearce. Esta victoria representó un momento crucial para Zayn, al enfrentarse a sus demonios internos y a la figura que los encarnaba: Kross. Sin embargo, la rivalidad no terminó ahí. En el siguiente episodio de Raw, Kross atacó a Zayn con un tubo de acero, lo que le costó a Zayn una lucha por equipos esa misma noche. La semana siguiente, volvió a atacarlo, intentando golpearlo nuevamente con el tubo, aunque esta vez fue detenido por Pearce y personal de WWE. El asalto, no obstante, volvió a dejar a Zayn fuera de combate. La tensión alcanzó un nuevo nivel el 21 de julio, cuando Kross derrotó a Zayn en Raw tras usar el tubo una vez más. Esta victoria le dio a Kross una ventaja psicológica, empujando a Zayn al borde de la desesperación. Finalmente, el 25 de julio, durante un evento especial de presentación de la cartelera de SummerSlam, se anunció oficialmente una revancha entre ambos. En el último Raw antes de SummerSlam, ambos establecieron una estipulación verbal: si Kross gana, Zayn deberá admitir que Kross tenía razón sobre él, por otro lado, si Zayn gana, Kross tendrá que reconocer que estaba equivocado sobre Zayn.
Desde la creación de los Campeonatos en Parejas de WWE en SmackDown en 2024, la división se consolidó como el principal atractivo del programa, alcanzando su punto máximo en 2025 gracias a la intensa rivalidad entre #DIY (Johnny Gargano & Tommaso Ciampa), The Motor City Machine Guns (Alex Shelley & Chris Sabin) y The Street Profits (Angelo Dawkins & Montez Ford); estos últimos, campeones durante buena parte del año. La escena se intensificó con la incorporación de Fraxiom (Axiom & Nathan Frazer) llegados desde NXT y el regreso de The Wyatt Sicks (Uncle Howdy, Erick Rowan, Dexter Lumis, Joe Gacy & Nikki Cross), quienes reaparecieron sorpresivamente el 23 de mayo, atacando a Fraxiom y The Street Profits durante una defensa titular que terminó en no-contest. Durante las semanas siguientes, The Wyatt Sicks sembraron el caos en la división, atacando a todos los equipos contendientes y ganando notoriedad rápidamente. Lumis y Gacy vencieron a The Motor City Machine Guns y luego capturaron los títulos el 11 de julio tras derrotar a los The Street Profits, lo que desató la ira del resto de la división. La tensión continuó cuando  Andrade y Rey Fénix se convirtieron en retadores número uno, pero su combate titular terminó en descalificación tras la intervención de Cross y una pelea masiva entre todos los equipos. Finalmente, el gerente general de SmackDown, Nick Aldis, anunció un combate de seis equipos con estipulación Tables, Ladders & Chairs Match (TLC) para SummerSlam, coincidiendo con el 25.º aniversario del primer TLC en la historia, celebrado en SummerSlam del 2000. En este combate, The Wyatt Sicks defenderán los Campeonatos en Parejas de WWE ante Andrade & Rey Fénix, #DIY, Fraxiom, The Motor City Machine Guns y The Street Profits.

## Resultados

#### Noche 1: 2 de agosto
- Roman Reigns & Jey Uso derrotaron a Bron Breakker & Bronson Reed (con Paul Heyman) (21:03).[16]
  - Jey Uso cubrió a Reed después de un «Uso Splash».
  - Después de la lucha, Breakker tuvo que salir con ayuda del personal médico.
- Alexa Bliss & Charlotte Flair derrotaron a The Judgment Day (Raquel Rodríguez & Roxanne Perez) y ganaron el Campeonato Femenino de Parejas de WWE (13:33) .[13]
  - Bliss cubrió a Perez después de un «Sister Abigail».
- Sami Zayn derrotó Karrion Kross (con Scarlett) (8:10).[17]
  - Zayn cubrió a Kross después de un «Helluva Kick».
  - Durante la lucha, Scarlett interfirió a favor de Kross.
  - Como resultado, Kross tendrá que reconocer que estaba equivocado sobre Zayn.
- Tiffany Stratton derrotó a Jade Cargill y retuvo el Campeonato Femenino de WWE (7:04).[8]
  - Stratton cubrió a Cargill después de un «Prettiest Moonsault Ever».
- Drew McIntyre & Logan Paul derrotaron a Randy Orton & Jelly Roll (17:11).[9]
  - Paul cubrió a Roll después de un «Frog Splash».
  - Durante la lucha, Roll tuvo que ser atendido por el personal médico.
- CM Punk derrotó a Gunther y ganó el Campeonato Mundial de Peso Pesado (30:20).[10]
  - Punk cubrió a Gunther después de dos «GTS».
  - Después de la lucha, Gunther tuvo que salir con ayuda del árbitro.
  - Después de la lucha, Seth Rollins atacó a Punk con su maletín de Money in the Bank.
- Seth Rollins (con Paul Heyman) derrotó a CM Punk y ganó el Campeonato Mundial de Peso Pesado (0:10).
  - Rollins cubrió a Punk después de un «Curb Stomp».
  - Después de la lucha, Heyman, Bron Breakker y Bronson Reed festejaron junto a Rollins.
  - Rollins canjeó su contrato de Money in the Bank.

#### Noche 2: 3 de agosto
- Naomi derrotó a Iyo Sky y Rhea Ripley y retuvo el Campeonato Mundial Femenino (16:39).[11]
  - Naomi cubrió a Ripley con un «Roll-up».
- The Wyatt Sicks (Dexter Lumis & Joe Gacy) derrotaron a The Street Profits (Angelo Dawkins & Montez Ford), Andrade & Rey Fénix, The Motor City Machine Guns (Alex Shelley & Chris Sabin), #DIY (Johnny Gargano & Tommaso Ciampa) y Fraxiom (Axiom & Nathan Frazer) en un Tables, Ladders & Chairs Match y retuvieron el Campeonato en Parejas de WWE (16:03).[18]
  - The Wyatt Sicks ganaron la lucha después que Gacy descolgara los títulos.
  - Durante la lucha, Candice LeRae interfirió a favor de #DIY, B-Fab lo hizo a favor de The Street Profits, mientras que Nikki Cross, Erick Rowan y Uncle Howdy lo hicieron a favor de The Wyatt Sicks.
- Becky Lynch derrotó a Lyra Valkyria en un No Disqualification, No Count-Out Match y retuvo el Campeonato Intercontinental Femenino (25:05).[12]
  - Lynch cubrió a Valkyria después de un «Manhandle Slam».
  - Durante la lucha, Bayley interfirió a favor de Valkyria, pero la terminó golpeando.
  - Como resultado, Valkyria no podrá retar más a Lynch por el título mientras sea campeona.
- Solo Sikoa derrotó a Jacob Fatu en un Steel Cage Match y retuvo el Campeonato de los Estados Unidos (12:40).[14]
  - Sikoa ganó la lucha después de salir por la puerta de la jaula.
  - Durante la lucha JC Mateo, Tonga Loa y Talla Tonga interfirieron a favor de Sikoa, mientras que Jimmy Uso lo hizo a favor de Fatu.
- Dominik Mysterio derrotó a AJ Styles y retuvo el Campeonato Intercontinental (10:45).[15]
  - Mysterio cubrió a Styles después de un «Frog Splash».
- Cody Rhodes derrotó a John Cena en un Street Fight y ganó el Campeonato Indiscutido de WWE (37:45).[7]
  - Rhodes cubrió a Cena después de un «Cross Rhodes».
  - Después de la lucha, ambos se dieron un abrazo en señal de respeto.
  - Después de la lucha, Brock Lesnar hizo su regreso después de dos años y atacó a Cena aplicando un «F-5».
  - Esta lucha fue calificada con 5 estrellas por el periodista Dave Meltzer.